# سیارک ۲۳۸۸۲
سیارک ۲۳۸۸۲ (به انگلیسی: 23882 Fredcourant، نامگذاری:1998SC12) بیست و سه هزار و هشتصد و هشتاد و دومین سیارک کشف شده‌است که در ۲۲ سپتامبر ۱۹۹۸ کشف شد.
قدر مطلق سیارک برابر ۲۲.۴ است.